# Henriqueta
Henriqueta est un prénom féminin portugais pouvant désigner :

## Prénom
- Henriqueta Galeno (en) (1887-1964), femme politique brésilienne
- Henriqueta Godinho Gomes, femme politique de Guinée-Bissau
- Henriqueta Lisboa (en) (1901-1985), écrivaine brésilienne